# Gerardo Bolado
Gerardo Bolado Ochoa (Santander, 1956) es historiador de la filosofía española moderna y contemporánea.
Estudió filosofía en la Universidad Gregoriana de Roma y en la Universidad Pontificia de Salamanca. 
Con una beca de investigación del Ministerio de Educación y Ciencia (hoy, Ministerio de Educación, Cultura y Deporte) que cubrió el período comprendido desde 1980 hasta 1984, llevó a cabo su tesis doctoral, El pensamiento filosófico de Diego de Zúñiga (1984), dirigida por Saturnino Álvarez Turienzo. 
Obtuvo una Beca de Formación del Personal Investigador en el Extranjero (1985-1987), estudió fenomenología (Husserl, Heidegger) en el Doktorandenkreis del catedrático Alfred Schöpf, en la Julius-Maximilians-Universität Würzburg. Es profesor de filosofía de bachillerato (1989-), profesor-tutor de la UNED en Cantabria (1999-) y profesor asociado de la Universidad de Cantabria (2009-2012 / 2016-). Es miembro de la Asociación de Hispanismo Filosófico desde su fundación y fue vocal de la Junta Rectora de la Sociedad Menéndez Pelayo (1999-2001 / 2007-2015).

## Líneas de investigación
A su juicio, la historia de la Filosofía española se ha desarrollado en dos ciclos sucesivos: uno de constitución, desarrollo y decadencia de la filosofía tradicional escolástica, desde el Renacimiento hasta la Ilustración, y otro de superposición de recepciones homologadoras - eclecticismo, krausismo, neokantismo, fenomenología, analítica -, que llega hasta la actualidad. 
Convencido de haber vivido un momento de transición en el que se había producido una transformación de la filosofía oficial, así como de la necesidad de tomar conciencia inmediata de la misma en el contexto de la propia tradición, Gerardo Bolado coordinó el ciclo de conferencias Filosofía y tradición en España (Fundación Botín, 1991), e inició una serie de estudios de historia reciente de la filosofía española que culminaron en su Transición y recepción. La filosofía española en el último tercio del siglo XX (2001). La historia reciente de la filosofía española y el desarrollo de tradiciones de pensamiento español contemporáneo son una de sus líneas de investigación.
Su estudio tiene por objeto a filósofos españoles del siglo XVI y de los siglos XIX y XX. Suele presentar sus resultados en el Seminario de Historia de la Filosofía Española, fundado en Salamanca por el profesor Antonio Heredia, en el que participa desde su cuarta edición, y en las Jornadas de la Asociación de Hispanismo Filosófico. Colabora en el proyecto de investigación La "Escuela De Madrid" y la busca de una filosofía primera a la altura de los tiempos (01/01/2010 al 31/12/2012) que coordina desde la UNED el profesor Jesús Miguel Díaz Álvarez. Ha impartido conferencias en varias universidades españolas, como la Complutense de Madrid, Salamanca, UNED, Granada, Santiago de Compostela, Barcelona, Cantabria, UIMP, y, también, en la Fundación Botín, en la Real Sociedad Menéndez Pelayo, en el Centro de Estudios Catalanes, en el Instituto Cervantes de Berlín. Así mismo, ha dirigido cursos en la UNED y en la UIMP.
Bolado ha coordinado el proyecto Filósofos de Cantabria, de la Fundación Larramendi, que aspiraba a digitalizar la obra de los principales filósofos e historiadores de la filosofía, naturales u oriundos de esa región. Ha colaborado en proyectos de investigación dedicados a la teoría de la argumentación coordinados por el profesor Luis Vega Reñón. Desde el Centro Asociado de Cantabria, impulsó con el profesor Vega tres cursos de verano de la UNED dedicados a la lógica informal del discurso público.
La creación de materiales para la enseñanza de la historia de la filosofía en el bachillerato ha sido otro centro de atención de su trabajo. Impulsó el Seminario de Historia de la Filosofía desde el CIEFP de Torrelavega y la Fundación Botín, que protagonizaron la formación de profesores de filosofía en Cantabria durante doce años (1992-2004), y culminó con la publicación del multimedia Comentario Interactivo de Textos Filosóficos (CITEXFI). Colaboró en las ediciones de Lecturas de Historia de la Filosofía de los años 1992 y 1996. En el año 2009, coordinó la obra Lecturas fundamentales de historia de la filosofía, que se completó con el multimedia Lecturas digital (2010). Fue coordinador de la obra Filosofía y ciudadanía (2014) para la editorial Tantín.
En la actualidad es presidente de la Sociedad Cántabra de Historiadores de la Filosofía Española (2022-) y director de la revista digital, Hitos. Anuario de Historia de la Filosofía Española (www.e-hitos.com).

## Publicaciones

### Libros y opúsculos
1. El pensamiento filosófico de Fray Diego de Zúñiga, Extracto de la Tesis Doctoral. Salamanca: 1984, 48 p.
2. Fray Diego de Zúñiga (1536-ca.1598). Una aproximación biográfica. Madrid: Revista Agustiniana, 2000, 95 p.[9]
3. Transición y recepción. La filosofía española en el último tercio del siglo XX. Santander: UNED/SMP, 2001, 286 p.
4. Ortega y Gasset. Madrid: Editex. 2003, 31 p.
5. Fray Diego de Zúñiga (1536 - ca. 1598). Filosofía y reforma postridentina de los estudios. Biblioteca Virtual de Polígrafos, 2022. (https://www.larramendi.es/es/consulta/registro.do?id=33270).

### Capítulos de libros
1. “La Enciclopedia filosófica de Diego de Zúñiga O.S.A.”, en HEREDIA SORIANO, A. (ed.): Actas del IV Seminario de Historia de la Filosofía Española. Salamanca: Univ. de Salamanca, 1986, pp. 581-591.
2. “Introducción a Martin Heidegger”, en Lecturas de Historia de la Filosofía. Coord. Carlos Nieto, Santander: Univ. de Cantabria, 1992. p. 419-435.
3. “Filosofía tradicional y tradiciones filosóficas en España”, en ABELLÁN, J. L. (ed.): El reto europeo. Madrid: Trotta, 1994, pp. 205-235.
4. “Introducción a Ortega y Gasset”, en 'Lecturas de Historia de la Filosofía. Coord. Carlos Nieto, Santander: Univ. de Cantabria, 1996. pp. 336-352.
5. “Juan David García Bacca. El hombre y su obra”, en el lugar de José Luis Gómez Martínez. <www.ensayistas.org> (1999)
6. “Estética y teoría de las Artes en la última filosofía española”, en CAPELLÁN DE MIGUEL, G.; AGENJO BULLÓN, X. (eds.): Hacia un nuevo inventario de la ciencia española. Actas de las IV Jornadas de la Asociación de Hispanismo Filosófico. Santander: AHF y SMP, 2000, pp. 467-479.
7. “Introducción a “Conjeturas y refutaciones” de K. R. Popper”. En Comentario Interactivo de textos Filosóficos (Proyecto CITEXFI). Diseño y coord. de… CD-ROM Interactivo. Santander: Fund. Marcelino Botín/Gobierno de Cantabria, 2003.
8. “El proyecto CITEXFI: desarrollo, supuestos y contenido”. Primeras Jornadas de Innovación e investigación educativa. Santander: Gobierno de Cantabria, 2002. Edición digital.
9. “El proyecto CITEXFI: desarrollo, supuestos y contenido”, Actas del II Congreso La Educación en Internet e Internet en la Educación, Edición digital, MEC, Madrid 2003.
10. “Transición política y renovación filosófica en la España del último cuarto del siglo XX”. Lecturi filologice IV, Chisinau: ULIM, 2003, pp. 45-52.
11. “Luces y sombras sobre la última historiografía filosófica en España”, en JIMÉNEZ GARCÍA, A., et al. (eds.): Nuevos estudios sobre historia del pensamiento español. Actas de las V Jornadas de la AHF. Madrid: Fund. Ignacio Larramendi/AHF, 2005, pp. 601-621.
12. “Consideraciones sobre la formación filosófica en el anteproyecto de Ley de Educación, LOE”, en MORA GARCÍA, J. L., et al. (eds.): Pensamiento español e iberoamericano. Una aproximación desde el siglo XXI. Actas de las VI y VII Jornadas de Hispanismo Filosófico. Madrid: Fund. Ignacio Larramendi/AHF, 2005, pp. 325-347.
13. “La renovación institucional de la filosofía en España después de Ortega”, en SAN MARTÍN, J.; LASAGA, J. (eds.): Ortega en circunstancia. Una filosofía del siglo XX para el siglo XXI. Madrid: Biblioteca Nueva/Fundación Ortega y Gasset, 2005, pp. 15-41.
14. “Don Gonzalo Díaz y el crecimiento de los estudios de historia del pensamiento y la filosofía española”, en ARROYO SERRANO, S. (coord.): La filosofía española inventariada: homenaje a Gonzalo Díaz. Ciudad Real: Almud, 2008, pp. 29-34.
15. “El renacimiento de la dialéctica y la retórica en la filosofía actual”. En Actas del I Congreso Científico Internacional "La filosofía de las ciencias humanas: racionalidad y espiritualidad", Marchuk, M. G. (Ed.), Cernivtsi: Universidad Nacional Yuri Fedko, 2008, pp. 226 - 232.
16. "La verdad de Ortega y la ensoñación intelectual de España". En "Variaciones. XXV Años de la UNED en Cantabria". Coord. Miguel Ángel Sánchez, Santander: UNED-Cantabria, 2009, pp. 229-247.
17. “Menéndez Pelayo”, en GARRIDO, M., et al. (eds.): Legado filosófico y científico del siglo XX español e hispanoamericano. Madrid: Cátedra, 2009, pp. 221-233.
18. “La lógica y la filosofía de la ciencia de García Bacca en España”, en GARRIDO, M., et al. (eds.): Legado filosófico y científico del siglo XX español e hispanoamericano. Madrid: Cátedra, 2009, pp. 973-1010.
19. “El materialismo filosófico de Gustavo Bueno”, en GARRIDO, M., et al. (eds.): Legado filosófico y científico del siglo XX español e hispanoamericano. Madrid: Cátedra, 2009, pp. 1039-1046.
20. “José Ortega y Gasset”, en Lecturas fundamentales de Historia de la Filosofía, Coord....., Santander: PUBLICAN, 2009, pp. 525-546.
21. “Ortega y Gasset y la filosofía del exilio español”, En Temario de preparación de las pruebas de acceso al cuerpo de Profesores de Enseñanza Secundaria, especialidad Filosofía, Madrid: CENoposiciones / Universidad de Salamanca, 2009, pp. 3-26.
22. “Analíticos versus dialécticos o los orígenes de la filosofía científica de la Transición en España”, en MORA GARCÍA, J. L., et al. (eds.): La filosofía y las lenguas de la península ibérica. Actas de las VIII y IX Jornadas de Hispanismo Filosófico. Madrid: Fund. Ignacio Larramendi, 2010, pp. 89-123.
23. “La Retórica clásica en la “Historia de las ideas estéticas en España”, en MANDADO GUTIÉRREZ, R. E. (dir.): “Historia de las Ideas Estéticas en España”. Estudios. Santander: RSMP/Univ. de Cantabria, 2010, pp. 21-55.
24. “Los esquemas de argumentos y su clasificación, I”, En La Argumentación en el discurso público, BOLADO G., VEGA, L. (eds.), Santander: Parlamento de Cantabria/UNED, 2011. pp. 211-256.
25. “Análisis del contexto argumentativo de la primera edición de La ciencia española (1876)”, en BOLADO G., MANDADO GUTIÉRREZ, R. E. (dir.): “La ciencia española”. Estudios. Santander: RSMP/Univ. de Cantabria, 2011.
26. “Aproximación a una década de producción filosófica en España”, en MORA GARCÍA, J. L.; AGENJO, J., Y OTROS (EDS.): Crisis de la modernidad y filosofías ibéricas. X Jornadas de Hispanismo Filosófico. Madrid: Universidad de Santiago/AHF/F. Larramendi. 2013.
27. “Génesis y sentido de la creencia en la obra de Ortega y Gasset”. En Гуманітарно-наукове знання. Розмаїття парадигм. Матеріали міжнародної наукової конференції (14-15 жовтня 2013 р. м. Чернівці). Чернівці: Чернівецький національний університет, 2013. Pp. 305-322. ISBN 978-966-423-183-8
28. “La Escuela de Ortega y la Filosofía Contemporánea en lengua española”, en ARÉVALO, H.; BOLADO G., LA RUBIA F. (EDS.): Entre Europa y América: Estudios de Filosofía Contemporánea en lengua española. Loja-Ecuador: UTPL. 2014. Pp. 27-85.
29. “Génesis y sentido de la creencia en la obra de Ortega y Gasset”, en ARÉVALO, H.; BOLADO G., LA RUBIA F. (EDS.): Entre Europa y América: Estudios de Filosofía Contemporánea en lengua española. Loja-Ecuador: UTPL. 2014. Pp. 87-135.
30. “García Bacca y el tema lógico de nuestro tiempo (1928-1936)”, en ARÉVALO, H.; BOLADO G., LA RUBIA F. (EDS.): Entre Europa y América: Estudios de Filosofía Contemporánea en lengua española. Loja-Ecuador: UTPL. 2014. Pp. 334-391.
31. “Apéndice. Cuatro recensiones perdidas de Juan David García-Bacca”, en ARÉVALO, H.; BOLADO G., LA RUBIA F. (EDS.): Entre Europa y América: Estudios de Filosofía Contemporánea en lengua española. Loja-Ecuador: UTPL. 2014. Pp. 443-452.
32. “Una pauta del pensamiento español contemporáneo”, en ARÉVALO, H.; BOLADO G., PIÑAS A. (EDS.): Pautas: Filosofía Contemporánea de España y América. Loja-Ecuador: UTPL. 2015. Pp. 13-41.
33. "La Scuola di Ortega e la filosofía spagnola contemporanea", en Lucia Maria Grazia Parente (Coord.): La Scuola di Madrid. Milano:Mimesis Edizioni, 2016. Pp. 57-107.

### Artículos de revista
1. Fray Diego de Zúñiga, O.S.A. ¿Un copernicano del s. XVI? Rel. y Cult., 30/145 (1985) 153-187.
2. La unión de los estudios filosóficos y retóricos en la enciclopedia de Fray Diego de Zúñiga: Aproximación a la Retórica. Rev. Agust., 30/93 (1989) 557-587.
3. La concepción zubiriana de lo físico en "El hombre y Dios". Rev. Agust., 34/ 103 (1993) 3-53.
4. La vida moral y la reflexión ética como materia específica con evaluación independiente en el Área de Ciencias Sociales. Nexo. Revista del Profesorado de Cantabria n° 4/5, junio (1995) 26-32. [CPRS-CANTABRIA. MEC]
5. Martin Heidegger y la meditación de la técnica: consideraciones y textos. Paideia, 17/37 (1996) 445-461.
6. Filosofía como moral o la conciencia desgraciada en la joven filosofía española. Rev. Agust., 37/112 (1996) 3-33.
7. Consideraciones sobre la última filosofía práctica en España. El Basilisco, 2ª ép., 21, Oviedo (1996) 83-85.
8. Identidad cultural y diálogo intergeneracional en la última filosofía española. Rev. Agust., 38/117 (1997) 729-760.
9. Filosofía y ciencia en la última filosofía española. Bol. Bibl. Men. Pelayo, 73 (1997) 133-189.
10. La Física de fray Diego de Zúñiga. Ciud. de Dios, 212/1 (1999) 105-147.
11. Necrológica de Alain Guy. Bol. Bibl. Men. Pelayo, 75 (1999) 589-592.
12. “De optimo genere tradendae totius philosophiae et sacrosanctae scripturae explicandae”: una posición en la polémica sobre la renovación de los estudios de artes en autores españoles de la segunda mitad del siglo XVI. Rev. Agust., 42/127 (2001) 95-158.
13. La Proyección de la Filosofía en el sistema educativo español. Rev. Hisp. Filos., 6 (2001) 17-32.
14. Presentación de la Dialéctica de Diego de Zúñiga (1536-ca. 1598). Ciud. de Dios, 241/2-3 (2003) 465-501.
15. Revisión del currículo de Filosofía de Cantabria. Paideia, 24/65-66 (2003), pp.381-399.
16. La formación lógica en la Secundaria y el Bachillerato. Paideia, 26/71 (2005) 9-28.
17. Lógica argumentativa para la Educación Secundaria y el Bachillerato. Paideia, 29/82 (2008) 229-247.
18. La relación entre Metafísica, Dialéctica y Retórica en la Filosofía de Diego de Zúñiga, en ZORROZA, I., (ed.): Causalidad y libertad y otras cuestiones filosóficas del Siglo de Oro español. EUNSA (Cuadernos de Pensamiento Español, 2011, pp.115-123. ISSN 1696-0637
19. Notas sobre la polémica recepción de Ortega en la España nacional-católica (1939-1961), en Pensamiento español contemporáneo: La Escuela de Madrid, Fundación Mindán Manero, Boletín de estudios de filosofía y cultura Mindán Manero, junio de 2011, pp. 129-173. ISSN 1699-5244.
20. Menéndez Pelayo y las verdades de la tradición. Eikasia. Revista de Filosofía. Los AntiModernos. Anti-ilustrados, conservadores, reaccionarios, ultramodernos, VI/45 (2012) pp. 251-262.
21. La crisis de los formalismos y la "lógica de la razón vital". Revista de Estudios Orteguianos, 25(2012) pp. 139-161. ISSN 1577-0079.
22. “Menéndez Pelayo” y la retórica de Ortega contra la Restauración. Boletín de la Biblioteca de Menéndez Pelayo, LXXXVIII, N.º 2 (2012) pp. 229-250. ISSN 0006-1646.
23. Marcelino Menéndez Pelayo (1912-2012). En el primer centenario de su muerte. Rev. Hisp. Filos., 18 (2013) 147-156.
24. "Mundo" en la analítica ethológica de Antonio Rodríguez Huescar. BAJO PALABRA. Revista de Filosofía. Monográfico. Antonio Rodríguez Huescar: una vocación filosófica, núm. 11 (2015) pp. 75-86.ISSN 1576-3935.
25. Monografías de recepción y filosofía española contemporánea (1995-2015). Rev. Hisp. Filos., 21 (2016) 163-173.
26. Siete cartas de Menéndez Pelayo a Bonilla San Martín. Rev. Hisp. Filos., 22 (2017) 97-132.
27. Gustavo Bueno en contexto. Scientia Helmantica: Revista internacional de filosofía, vol. 4,7 (2017) 14-80.
28. El proyecto orteguiano de un Instituto de Humanidades en tiempos de reconstrucción europea. Bulletin of Spanish Studies, vol. XCV, 3 (2018) 1-16.

### Edición, coordinación, prólogos, traducciones
1. BOLADO G., MARCHUK M.:José Ortega y Gasset. Vida, razón histórica y democracia liberal. Chernivtsi: Universidad Nacional Juriy Fedkovic de Chernivtsi. 2017, 823 pp.
2. BOLADO G.:Menéndez Pelayo y los historiadores cántabros del pensamiento español. Santander: Editorial Tantín. 2015, 220 pp.
3. BOLADO G., ARÉVALO, H., PINAS A.:Pautas: Filosofía Contemporánea de España y América. Loja-Ecuador: UTPL. 2015, 353 pp.
4. BOLADO G., ARÉVALO, H., LA RUBIA F.:Entre Europa y América: Estudios de Filosofía Contemporánea en lengua española. Loja-Ecuador: UTPL. 2014, 453 pp.
5. MENÉNDEZ PELAYO, M.: Historia de las ideas estéticas en España. Edición literaria de ... Santander: Publican/RSMP, 2012. 3 vols., 1845 pp.
6. MENÉNDEZ PELAYO, M.: La ciencia española. Edición dirigida por Víctor Navarro Brotons y ... Madrid: Fundación Ignacio de Larramendi, 2019. 2 vols., 1056 pp.
7. BOLADO G., VEGA, L. (eds.), La Argumentación en el discurso público, Santander: Parlamento de Cantabria/UNED, 2011. 260 pp.
8. BOLADO G., MANDADO GUTIÉRREZ, R. E. (eds.), “La ciencia española”. Estudios, Santander: Servicio de Publicaciones Universidad de Cantabria/RSMP, 2011. 260 pp.
9. KOLAKOWSKI, L.: La presencia del mito. Traducción y notas de ... Madrid: Cátedra, 1990. 135 pp.
10. MENÉNDEZ PELAYO, M.: “De los orígenes del criticismo y del escepticismo. Y especialmente de los precursores españoles de Kant”. Introd. de…, en Idem: Antología comentada. Santander: Estudio, 2002, pp. 147-167.
11. GRUPO CITEXFI, Comentario Interactivo de textos Filosóficos. CITEXFI. Diseño y coord. de… CD-ROM Interactivo. Santander: Fund. Marcelino Botín/Gobierno de Cantabria, 2003.
12. ZÚÑIGA, D. de: Metafísica (1597). Trad., introd., y notas, de… Pamplona: EUNSA (Col. de Pensamiento Medieval y Renacentista, 2008, 237 pp.
13. ZÚÑIGA, D. de: Física. Trad., introd., y notas, de… Pamplona: EUNSA (Col. de Pensamiento Medieval y Renacentista, 2009, 532 pp.
14. Lecturas fundamentales de Historia de la Filosofía, Coord. de...., Santander: PUBLICAN, 2009, 567 pp.

### Estudios
1. ALBARES ALBARES, R., Reseña de Transición y recepción. La Filosofía Española en el último tercio del siglo XX de ..., en Notas de Filosofía Hispánica 2000, La Ciudad de Dios CCXV (2002) 273-280.
2. ALBARES ALBARES, R., Reseña de Fray Diego de Zúñiga (1536-ca.1598). Una aproximación biográfica de...,7(2002) 86-89.
3. CIFUENTES PÉREZ, L. Mª, Reseña de Transición y recepción. La Filosofía Española en el último tercio del siglo XX de ... en Paideia, 80 (2002), 80-84.
4. GARCÍA MARQUÉS, A.; GOBANTES BILBO, M.: Reseña de Metafísica, de D. de Zúñiga (2008). Daimon, 47 (2009) 251-152.
5. MEGINO RODRÍGUEZ, C., Reseña de Metafísica, de D. de Zúñiga, Revista de Hispanismo Filosófico, 14 (2009) 331-335.
6. MEGINO RODRÍGUEZ, C., Reseña de Física, de D. de Zúñiga, Revista de Hispanismo Filosófico, 15 (2010) 375-376
7. MORA, J. L. Reseña de Transición y recepción. La Filosofía Española en el último tercio del siglo XX de ... Revista de Hispanismo Filosófico, 7 (2002) 146-149.
8. Reseña de Fray Diego de Zúñiga (1536-ca.1598). Una aproximación biográfica de ..., Revista Española de Filosofía Medieval, 8 (2001) 253-255.